# Viticoltura in Moldavia
La viticoltura in Moldavia vanta una tradizione millenaria, con una storia che affonda le radici nei tempi antichi. Il paese è noto per la qualità dei suoi vini e per la varietà di vitigni che coltiva, grazie anche alle particolari condizioni climatiche e geografiche. La Moldavia è uno dei maggiori produttori di vino dell'Europa orientale e un importante esportatore nel mondo .

## Storia

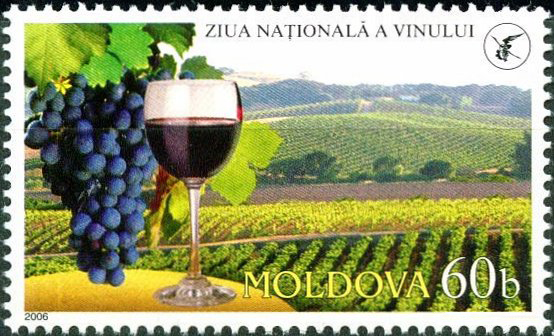
Francobollo moldavo, dedicato alla Giornata Nazionale del Vino.

La tradizione vinicola della Moldavia risale a più di 5.000 anni fa. Le prime tracce di viticoltura sono legate alle civiltà antiche che abitavano la regione, come i Geto-Daci e i Romani, che già apprezzavano il vino locale. La viticoltura si sviluppò ulteriormente durante il periodo medievale, con la Moldavia che divenne uno dei principali centri di produzione vinicola dell'Europa orientale. Durante il periodo sovietico, la Moldavia era considerata una delle regioni vinicole più importanti dell'URSS. Negli ultimi decenni, il paese ha cercato di rilanciare la sua industria vinicola, valorizzando le tradizioni e adottando moderne tecniche di vinificazione .

## Clima
Il clima della Moldavia è continentale, con inverni freddi ed estati calde, ma mitigato dalla presenza del Mar Nero a sud e dai fiumi che attraversano il paese. Questo tipo di clima è ideale per la coltivazione delle viti, poiché consente alle uve di maturare lentamente, conferendo ai vini una buona acidità e intensità aromatica. La variabilità climatica, insieme alla presenza di diversi microclimi, permette la coltivazione di numerosi vitigni, da quelli più tradizionali a quelli internazionali .

## Regioni vitivinicole

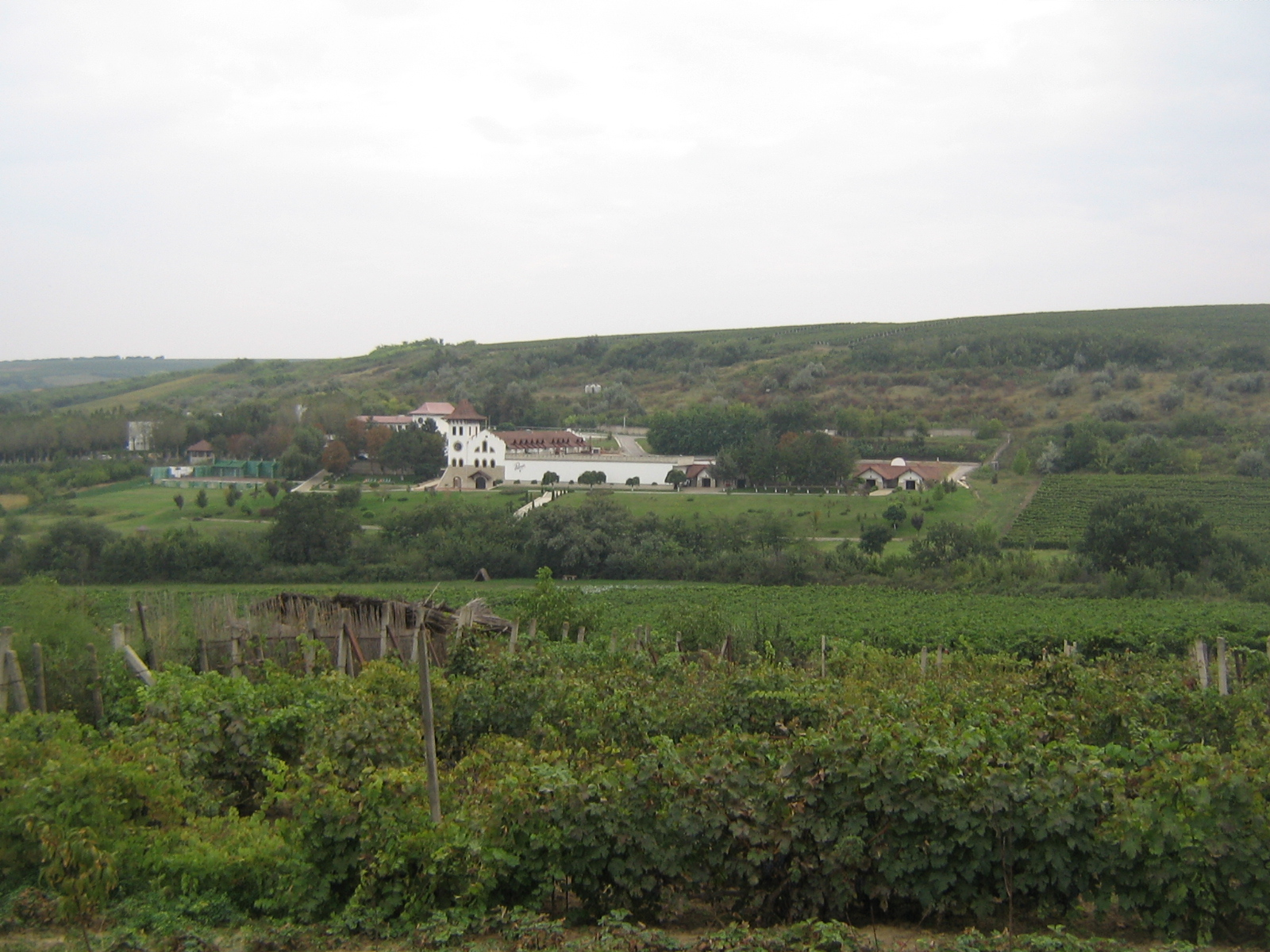
La vineria Purcari circondata dai suoi vigneti. Il vigneto in primo piano è un "villaggio" usato per il vino fatto in casa.

La Moldavia è suddivisa in diverse regioni vitivinicole, ognuna delle quali offre caratteristiche uniche per la produzione di vino:
- Regione di Codru: Situata nel centro del paese, Codru è la principale regione vinicola della Moldavia. Qui si trovano terreni collinari e argillosi, ideali per la produzione di una vasta gamma di vini, dai bianchi freschi ai rossi corposi [4].
- Regione di Stefan Voda: Questa regione, nel sud-est della Moldavia, è conosciuta per i suoi terreni fertili e il clima favorevole alla produzione di vini di alta qualità [5].
- Regione di Valul lui Traian: Situata nel sud del paese, questa area è caratterizzata da un terreno ricco di calcare e un clima caldo che favorisce la produzione di vini rossi robusti [6].
- Regione di Tighina-Bender: Conosciuta per il suo clima mite e le sue terre sabbiose, questa regione è specializzata nella produzione di vini bianchi aromatici e freschi [7].

## Vitigni

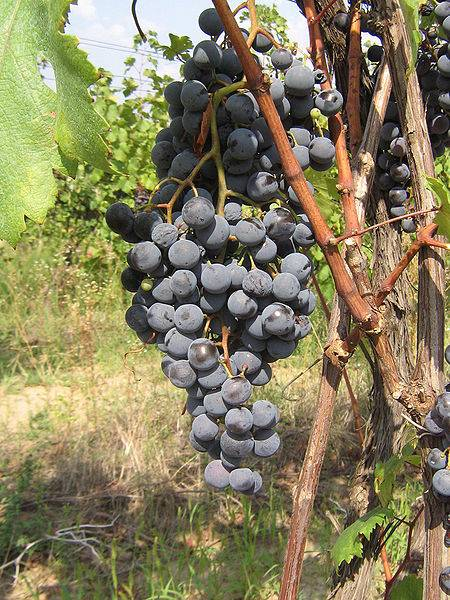
Rară Neagră, la principale varietà rossa locale.

La Moldavia è famosa per la sua varietà di vitigni autoctoni, che sono alla base della sua tradizione vinicola. Tra i principali vitigni autoctoni troviamo:
- Fetească Albă: Un vitigno bianco che produce vini freschi e fruttati, con note floreali e una buona acidità [2].
- Fetească Neagră: Un vitigno rosso che dà vita a vini rossi intensi, con aromi di frutta matura e spezie [3].
- Viorica: Un altro vitigno bianco che offre vini aromatici, con note di frutta tropicale e agrumi [5].
- Rară Neagră: Un vitigno autoctono che produce vini rossi corposi e ben strutturati, con una buona capacità di invecchiamento [8].

Oltre ai vitigni locali, in Moldavia sono coltivati anche vitigni internazionali, come il Merlot, il Cabernet Sauvignon, il Chardonnay e il Sauvignon Blanc, che si adattano bene alle condizioni climatiche della regione .

## Vini
I vini della Moldavia sono molto apprezzati per la loro qualità e varietà. La produzione vinicola del paese include sia vini secchi che dolci, con una forte tradizione nella produzione di vini da dessert, come il famoso vin de Moldova, un vino dolce che può essere prodotto utilizzando metodi di fermentazione tradizionali . La Moldavia è anche conosciuta per la produzione di vini spumanti, che vengono realizzati con il metodo tradizionale o il metodo Charmat . I vini moldavi sono spesso caratterizzati da una buona struttura, un equilibrio tra dolcezza e acidità, e una notevole freschezza.

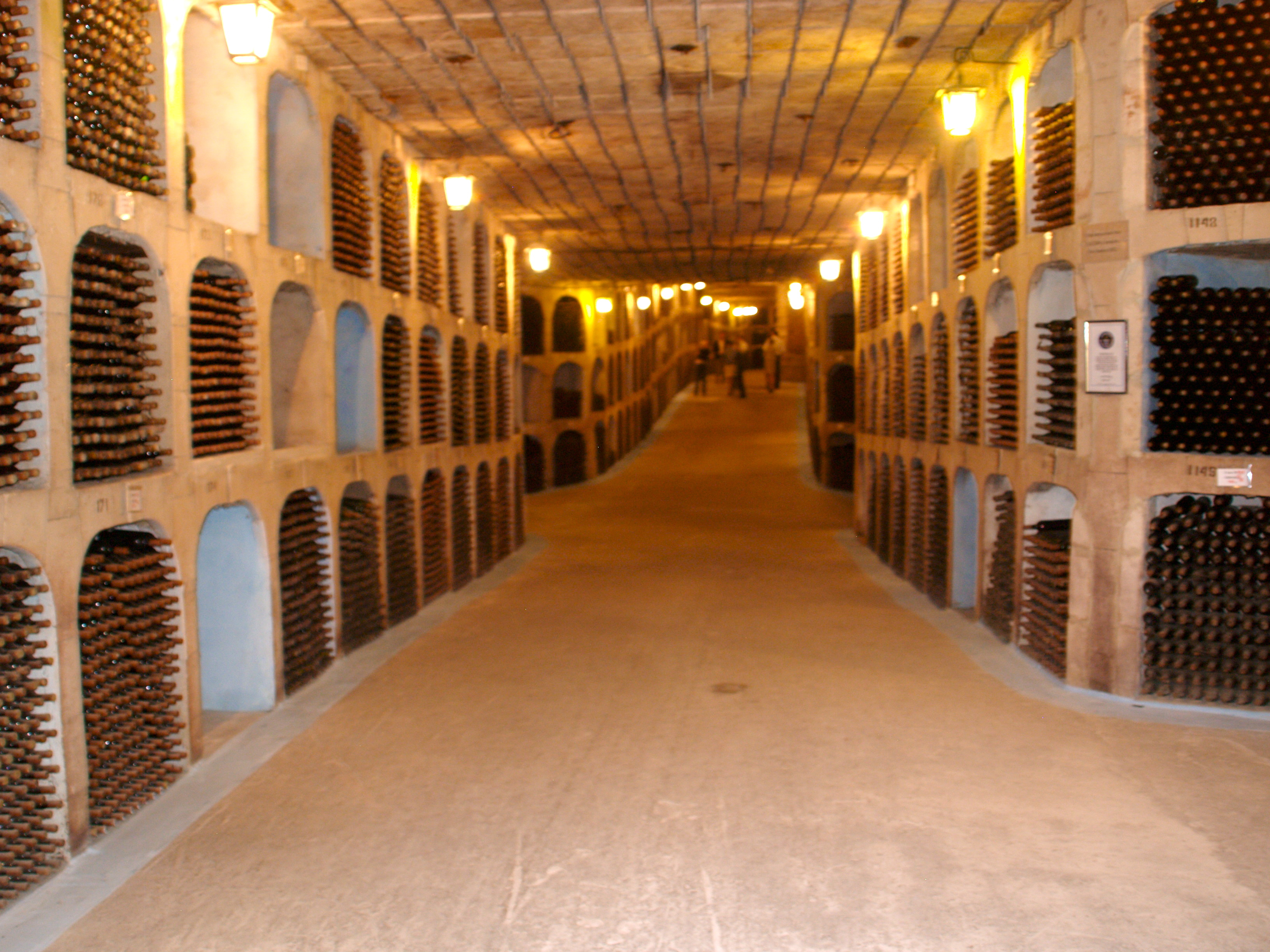
Mileștii Mici, le più grandi cantine di vino nel mondo.
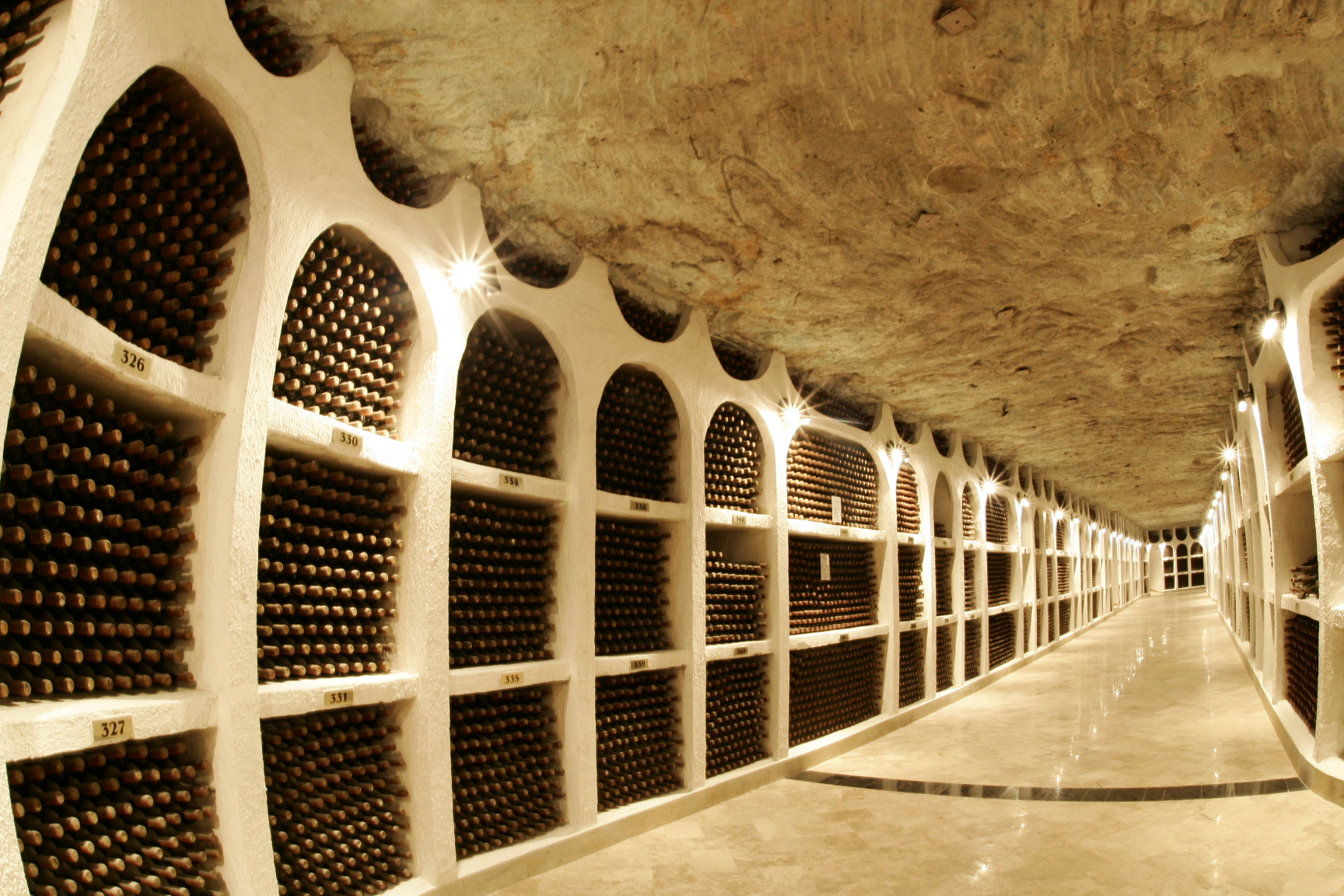
Enoteca Nazionale a Cricova.
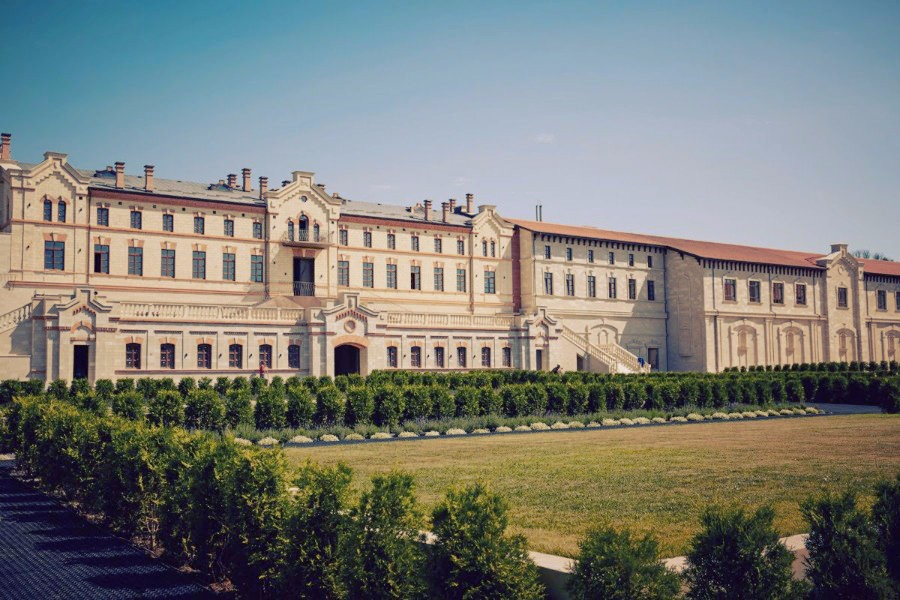
Castello e cantina della famiglia Mimi.

## Normative
La viticoltura in Moldavia è regolata da una serie di leggi e normative che mirano a garantire la qualità dei vini e la protezione delle denominazioni di origine. Il paese ha adottato una legislazione che tutela le pratiche tradizionali e promuove l'uso di vitigni autoctoni. Dal punto di vista internazionale, la Moldavia ha stretto accordi con l'Unione europea e altri paesi per garantire che i suoi vini siano conformi agli standard di qualità globali . Inoltre, la Moldavia ha istituito il sistema delle Denominazioni di Origine Protetta (DOP), che riconosce e tutela le regioni vinicole specifiche e i metodi di produzione tradizionali .
La promozione dei vini moldavi all'estero è supportata da istituzioni governative e private, che lavorano per incrementare la reputazione del paese come produttore di vini di qualità .